# Gil

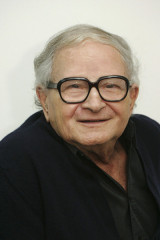
Rafi Ejtan, předseda strany

Gil (hebrejsky: גיל, doslova: „Věk,“ ale také akronym Gimla'ej Jisra'el la-Kneset, גימלאי ישראל לכנסת), doslova: „Izraelští důchodci pro Kneset“) je izraelská politická strana, která byla během funkčního období sedmnáctého Knesetu součástí vládní koalice.

## Pozadí
Strana existuje již od 90. let. Poprvé se voleb do Knesetu zúčastnila v roce 1996 pod názvem Důchodci Izraele (hebrejsky: גימלאי ישראל, Gimla'ej Jisra'el) pod vedením bývalé poslankyně za Stranu práce Na'vy Arad, současným poslancem za Gil Moše Šaronim. Strana však ve volbách nedostala dostatečný počet hlasů k překročení 2% volebního prahu. Následujících voleb v roce 1999 ani voleb v lednu 2003 se strana nezúčastnila. V roce 2003 jiná důchodcovská strana Síla důchodcům překvapivě zvítězila v komunálních volbách v Tel Avivu, kde porazila stranu starosty Rona Chuldaje.
Gil oznámil, že se zúčastní voleb v roce 2006, přestože průzkumy veřejného mínění naznačovaly, že by se straně mělo 2% volební práh překročit, nepředpokládalo se, že by mohla získat výraznější počet poslaneckých mandátů. Strana však ve volbách zaznamenala překvapivý úspěch, když ji volilo 186 000 lidí a získala 7 křesel.
Je pravděpodobné, že značná část lidí podporujících tuto stranu tak udělalo jako protest (zejména mladí), zvláště pak v Tel Avivu, kde téměř jeden z deseti hlasů byl odevzdán Gilu. Gil podporoval voliče, aby než by odevzdali prázdný hlasovací lístek, aby raději volili Gil. Dalším faktorem mohou být staří Aškenázové, kteří se odvrátili od Strany práce poté, co ve vnitrostranických volbách získal předsednický post Amir Perec. Později byla strana penalizována pokutou 62 000 šekelů za porušení finančního zákona.
V důsledku koaličních rozhovorů s Kadimou Gil souhlasil, že se stane částí Kadimy, načež za oplátku získá post ministra zdravotnictví a nově zřízené ministerstvo pro záležitosti důchodců. Předseda strany Rafi Ejtan se stal ministrem pro záležitosti důchodců a Ja'akov Ben Jezri se stal ministrem zdravotnictví. Kontroverzní situace nastala během jednoho televizního interview, kdy si Ben Jezri, jinak zarytý kuřák, zapálil cigaretu během vysílání.
2. června 2008 se od strany odštěpila frakce Spravedlnost pro důchodce.